# James while John had had had had had had had had had had had a better effect on the teacher
«James while John had had had had had had had had had had had a better effect on the teacher» — предложение на английском языке, которое используют для демонстрации возможной лексической неопределённости, а также необходимости использования знаков препинания, которые служат для передачи интонации, ударения и пауз, обычно применяющихся в разговорной речи.

## Использование
Предложение может быть использовано в качестве языковой загадки или теста, в котором проверяющемуся нужно будет правильно расставить знаки препинания, вследствие чего понять значение предложения.
Также предложение показывает семантическую неопределённость слова «had» и демонстрирует разницу между употреблением слова и его упоминанием (см. по теме Использование — упоминание (англ.)). Помимо этого, предложение демонстрирует то, как, даже будучи таким сложным для понимания, оно всё равно будет оставаться синтаксически правильным.
Существительные «James» и «John» и фразу «a better effect on the teacher» часто меняют на другие. Также «while» обычно заменяют на «where» или «whereas».

## Разгадка
Фраза становится намного понятнее при добавлении в неё правильных знаков препинания:
James, while John had had “had”, had had “had had”; “had had” had had a better effect on the teacher.
Перевод на русский язык:
Джеймс, в то время как Джон употребил «had», (вместо этого) использовал «had had»; (и) «had had» произвело бо́льшее впечатление на учителя.